# Uhlsport Park
L'Uhlsport Park (ou Sportpark Unterhaching) est un stade de football situé à Unterhaching en Allemagne dont le club résident est le SpVgg Unterhaching. Le stade dispose d'une capacité de 15 053 places.

## Histoire
Le SpVgg Unterhaching, à la recherche de financement, fait appel au 2003 au naming de son stade : il est renommé Generali Sportpark en 2003 et Alpenbauer Sportpark en 2013, puis enfin Uhlsport Park en 2023. Il est cependant encore largement connu et appelé Sportpark Unterhaching.

## Utilisations du stade

### Équipe d'Allemagne féminine
L'équipe d'Allemagne de football féminin dispute une rencontre au Sportpark Unterhaching. Les Allemandes rencontrent le 17 juillet 2008, l'Angleterre en match amical devant 9 185 spectateurs. La rencontre se termine sur le score de 3-0 en faveur des Allemandes.

### Équipe d'Allemagne espoirs
L'équipe d'Allemagne espoirs de football dispute une rencontre au Sportpark Unterhaching. Les Allemands rencontrent le 11 octobre 2010, l'Ukraine en match amical devant 2 230 spectateurs. La rencontre se termine sur le score de 2-1 en faveur des Allemands.